# Burnout (videogioco)
Burnout è un videogioco di simulazione di guida sviluppato da Criterion per le console PlayStation 2, Xbox e GameCube nel 2001. Si tratta del primo titolo della serie omonima, oggi arrivata al settimo capitolo.

## Modalità di gioco
La modalità principale di gioco in Burnout è la modalità campionato, che è una selezione di eventi con tre o quattro gare ciascuno. Qui il giocatore gareggia contro tre vetture di tipo diversi. Ogni evento diventa più difficile e richiede al giocatore di utilizzare le autovetture più veloci per raggiungere il primo posto. Dopo aver completato ogni evento, un Face Off sfida è sbloccato, che a sua volta apre una nuova macchina. Tra le altre modalità gara singola, time attack, e multiplayer. Gara singola è una modalità in cui si affrontano nelle gare tre avversari. In Time Attack, il giocatore deve completare un giro in un certo periodo di tempo.

## Tracciati ed auto
Molti tracciati si basano su strade reali:
| Area   | Nome tracciato | Equivalente reale       |
| USA    | Interstate     | U.S. Route 66           |
| USA    | Gridlock USA   | New York City, New York |
| Europa | River City     | Parigi, Francia         |
| Europa | Harbour Town   | Costa del Sol, Spagna   |
| USA    | Hillside Pass  | Napa County, California |

Ogni posizione del gioco è collegata, quindi ipoteticamente si potrebbe guidare da River City (Parigi) e arrivare ad Harbor Town (la Costa del Sol) nel giro di pochi secondi. Burnout dispone di una piccola collezione di auto, compresa la piccola compatta, la berlina, il pick-up e le muscle cars.

## Recensione
Burnout è stato ricevuto positivamente dalla critica, lodato in particolare per la sua grafica impressionante e il suo gameplay. Shahed Ahmed a GameSpot ha affermato che Burnout è uno dei giochi più intensi e divertenti di corse su PlayStation 2, con controlli rigorosi e grafica impressionante. GamePro ha affermato che il gioco offre un grande mix di facile accessibilità, lo stile semplice, ed eccitazione. Dal luglio 2002 di Electronic Gaming Monthly ha sostenuto che Burnout da un incredibile senso di velocità.
Questo gioco è stato spesso criticato per la sua musica, i replay, e le sue difficoltà. TotalGames.net ha affermato che Burnout è il peggior esempio fino ad oggi, come si può essere al primo posto ma ancora a corto di tempo, un aspetto che è esasperante, considerando la probabilità di almeno un paio di collisioni, del tutto prevedibile.